# 謝爾曼島
謝爾曼島是南極洲的島嶼，位於瑟斯頓島以南40公里，約長51公里、寬16公里，面積1,160平方公里，島上土地被冰雪覆蓋，該島在1946年12月被美國海軍首次發現。